# Banque Internationale du Bénin
Die Banque Internationale du Bénin (BIBE) war eine Bank in Benin mit Sitz in Cotonou, dem Regierungssitz und wirtschaftlichen Zentrum des westafrikanischen Landes.

## Geschichte
Nach dem Zusammenbruch des staatlichen Bankenmonopols war die Banque Internationale du Bénin eine der vier Banken für den Neustart. Sie wurde im Dezember 1989 gegründet und nahm im April 1990 den operativen Betrieb auf. Sie hatte ihren Hauptsitz in Cotonou und wurde zwischenzeitlich von Anteilseignern aus Nigeria dominiert – First Bank of Nigeria (13,6 % der Anteile), Union Bank of Nigeria (13 %), First Interstate Merchant Bank (11,1 %) und Nigerian Bureau of Public Enterprises (6,7 %). Auf beninischen Anteilseigner entfielen kumuliert 8,2 %.
Nach schlechten Ergebnissen im Jahr 2017 war die BIBE eine der beiden beninischen Banken, bei denen der Staat die Kontrolle übernahm. Im Juni 2020 wurde die Banque Internationale du Bénin mit der Banque Africaine pour l’Indutrie et le Commerce zur Banque Internationale pour l’Indutrie et le Commerce (BIIC) fusioniert.